# 梁士模
梁士模 ，字範西，廣西北流人，1883年（清光緒九年）生，1941年（民國30年）2月3日逝世。

## 簡歷
1905年畢業於兩廣師範學堂，旋任悟州府中學堂教習。1909年被選為拔貢，授職知縣。1912年被選為廣西省議會議員。1913年被選为參議院議員。國會解散後，棄職南歸，在桂軍軍法司任職。
1916年第一次恢復國會時，仍任參議院議員。1917年任護法國會參議院議員。孙中山到广州组织“护法军军政府”任大元帅，梁范西为护法国会议员，任交通部次长。此后，他先后任大总统顾问、国务院咨议、农商部参事、广西省龙州县知事、广东督军署参议、广西督军署参议、潮梅总指挥部顾问等职。
后来，梁范西一度移居澳门、日本。1923年赴北京参加曹锟召集的国会选举。随后留居北京。当北伐胜利，第四集团军1928年初进驻北京时，他曾受聘到白崇禧前进指挥部短期任职。蒋桂战争后，一直蛰居北京，研究佛学，过闲居生活。
1937年抗日战争爆发后，梁范西重新参加政治活动，出任广西省参议员兼广西省政府顾问，帮助当局坚持抗战。1941年（民國30年）2月3日，病卒于廣西北流县内鸭埌莘园别墅。